# شين فرد-بون
شين فرد-بون (هانغل: 신재범) هو لاعب كرة قدم كوري جنوبي في مركز الهجوم، ولد في 27 سبتمبر 1971 في طوكيو في اليابان. لعب مع جيف يونايتد تشيبا.

## وصلات خارجية
- شين فرد-بون على موقع رابطة كرة القدم اليابانية للمحترفين (اليابانية)